# Medicago (společnost)
Medicago Inc. je soukromá kanadská biotechnologická firma, založená v roce 1999. Zaměřuje se na výzkum, vývoj a komerční nasazení částic podobných virům za využití rostlin jako bioreaktorů. Účelem je produkce bílkovin pro vakcíny a léčiva. Cílem společnosti je tvorba technologie pro rychlou a vysokovýtěžnou produkci svých kandidátních účinných látek; za tímto účelem používají australskou rostlinu Nicotiana benthamiana, blízce příbuznou tabáku. Hlavními medicínskými cíli jsou antivirové vakcíny a léky založené na protilátkách.
Firma vyvíjí vakcínu Medicago-GlaxoSmithKline proti covidu-19 (CoVLP).